# El Serral (Subirats)
El Serral és una muntanya de 271 metres que es troba al municipi de Subirats, a la comarca de l'Alt Penedès.

## Descripció
Pertany a la Serralada Litoral i és una prolongació de les Serres de l'Ordal, al municipi de Subirats.
Al vessant sud hi ha la riera de Sant Sebastià i al vessant nord hi ha la Font de Ca l'Olivella o la Font Clara, just a l'encreuament amb el turó de La Guàrdia.
El Serral està situat just al davant del poble penedesenc de Lavern i de la barriada d'Els Rocs. Una de les curiositats més destacables del turó, a part de les excel·lents vistes sobre la plana del Penedès i Montserrat és la quantitat de fòssils del Miocè que s'hi troben.